# Маунт-Олівет (Кентуккі)
Маунт-Олівет (англ. Mount Olivet) — місто (англ. city) в США, в окрузі Робертсон штату Кентуккі. Населення — 347 осіб (2020).

## Географія
Маунт-Олівет розташований за координатами 38°31′48″ пн. ш. 84°2′24″ зх. д. / 38.53000° пн. ш. 84.04000° зх. д. (38.529923, -84.039909).  За даними Бюро перепису населення США в 2010 році місто мало площу 1,14 км², з яких 1,14 км² — суходіл та 0,00 км² — водойми. В 2017 році площа становила 2,14 км², з яких 2,14 км² — суходіл та 0,00 км² — водойми.

## Демографія
Згідно з переписом 2010 року, у місті мешкало 299 осіб у 129 домогосподарствах у складі 74 родин. Густота населення становила 263 особи/км².  Було 151 помешкання (133/км²).
Расовий склад населення:
| - 99,3 % — білих |

До двох чи більше рас належало 0,7 %. Частка іспаномовних становила 0,0 % від усіх жителів.
За віковим діапазоном населення розподілялося таким чином: 24,1 % — особи молодші 18 років, 55,8 % — особи у віці 18—64 років, 20,1 % — особи у віці 65 років та старші. Медіана віку мешканця становила 39,8 року. На 100 осіб жіночої статі у місті припадало 91,7 чоловіків;  на 100 жінок у віці від 18 років та старших — 89,2 чоловіків також старших 18 років.
Середній дохід на одне домашнє господарство  становив 29 714 долари США (медіана — 19 191), а середній дохід на одну сім'ю — 40 037 доларів (медіана — 22 250). Медіана доходів становила 37 292 долари для чоловіків та 22 500 доларів для жінок. За межею бідності перебувало 36,3 % осіб, у тому числі 52,5 % дітей у віці до 18 років та 9,7 % осіб у віці 65 років та старших.
Цивільне працевлаштоване населення становило 140 осіб. Основні галузі зайнятості: освіта, охорона здоров'я та соціальна допомога — 35,0 %, виробництво — 28,6 %, фінанси, страхування та нерухомість — 7,9 %, будівництво — 7,1 %.